# Svišťový štít
Der Svišťový štít (deutsch Mittelgebirge, ungarisch Közép-hegység, polnisch Świstowy Szczyt) ist ein 2383 m n.m. hoher Berg in der Hohen Tatra in der Slowakei. Der Berg befindet sich im östlichen Teil des Hauptkamms der Hohen Tatra, zwischen den Bergen Divá veža im Südwesten und Hranatá veža im Osten. Es handelt sich um ein dreigipfliges Bergmassiv und ein Knoten: der höchste, südwestliche Hauptgipfel heißt zur genauen Unterscheidung Veľký Svišťový štít, dort beginnt der nach Nordwesten verlaufende Seitengrat Hrebeň Svišťových veží (Murmeltiertürme) zwischen den Tälern Svišťová dolina und Rovienková dolina im Talsystem der Bielovodská dolina. Der mittlere Gipfel, der Prostredný Svišťový štít, liegt am Anfang des nach Südosten verlaufenden Seitengrats Svišťový chrbát (Murmeltierkamm) zwischen den Kesseln Divá kotlina und Rovienková kotlina im Talsystem der Veľká Studená dolina. Auf diesem Kamm steht der dritte Gipfel, der Malý Svišťový štít. Alle drei Gipfel fallen Richtung Kessel Divá kotlina mit Trümmerfeldern und kleineren Grasebenen herab.
Möglicherweise erreichten den bis 1897 namenlosen Berg Militärkartographen oder Gämsenjäger. Am 20. Juli 1897 standen der deutsche Alpinist und Pädagoge August Otto mit dem Bergführer Johann Hunsdorfer d. Ä. als erste bekannte Bergsteiger auf dem Berg. August schlug den Namen Mittel-Gebirge (mit Bindestrich) wegen der Lage am Knotenpunkt von vier Graten vor, dieser Name wurde umgehend als Közép-hegység ins Ungarische übersetzt.
Die slowakischen und polnischen Namen des Bergs bedeuten wörtlich Murmeltierspitze wurden von der Bezeichnung des angrenzenden Tals Svišťová dolina übernommen und weisen auf die reichlichen Bestände von Murmeltieren (auf Zipserdeutsch Ratzen genannt) in der Gegend hin. Die Wintererstbesteigung führte am 16. Februar 1913 Gyula Komarnicki durch.
Der Berg liegt abseits touristischer Wanderwege und ist offiziell nur für Mitglieder alpiner Vereine oder mit einem Bergführer zugänglich.